# Fuerte Caroline
El Fuerte Caroline (en inglés y francés: Fort Caroline) o fuerte San Mateo fue un efímero fuerte hugonote francés del siglo XVI, de ubicación exacta desconocida, situado en Jacksonville, Florida, Estados Unidos.
Se trató de un intento fallido de colonización francesa a expensas del territorio español de La Florida establecido en 1564 y evacuado por Pedro Menéndez de Avilés en 1565.
De 1953 data la reconstrucción histórica del Memorial Nacional de Fort Caroline para la divulgación del fuerte, cuya ubicación original es desconocida.

## Historia
En 1562, durante las guerras de Religión, los protestantes hugonotes franceses planearon la ocupación de los territorios hispanoamericanos de La Florida para el establecimiento de la fallida Florida Francesa.  
El fuerte Caroline fue edificado por René Goulaine de Laudonnière en junio de 1564. Ante la amenaza anexionista de los territorios novohispanos de La Florida, la expedición de castigo de Pedro Menéndez de Avilés partió desde San Agustín para su desmantelamiento, expulsando definitivamente a los franceses en septiembre de 1565.
Asegurada la soberanía española del territorio, el lugar pasó a denominarse fuerte San Mateo. Fue abandonado en 1569 para el refuerzo de San Agustín.
La ubicación original se ha perdido. En 1953, el Servicio de Parques Nacionales creó el National Memorial Fort Caroline en la zona, que ahora forma parte de la Reserva histórica y ecológica de Timucuan.